# Zinoviy (Zinavur Bek) Ioannisiani
Zinoviy (Zinavur-Bek) Ioannissiani fue un mecenas armenio y activista social del siglo XIX que vivió en la ciudad de Shusha (Nagorno Karabaj, Imperio ruso). Realizó una contribución significativa al desarrollo de la educación, la cultura y el bienestar social de la comunidad armenia de la región.Suny, Ronald Grigor (1994). The Making of the Georgian Nation (en inglés). Indiana University Press. ISBN 978-0-253-20915-3. Consultado el 3 de julio de 2025. «The book examines the historical development of the Georgian nation, including its interactions with Russian and Persian influences in the Caucasus.»

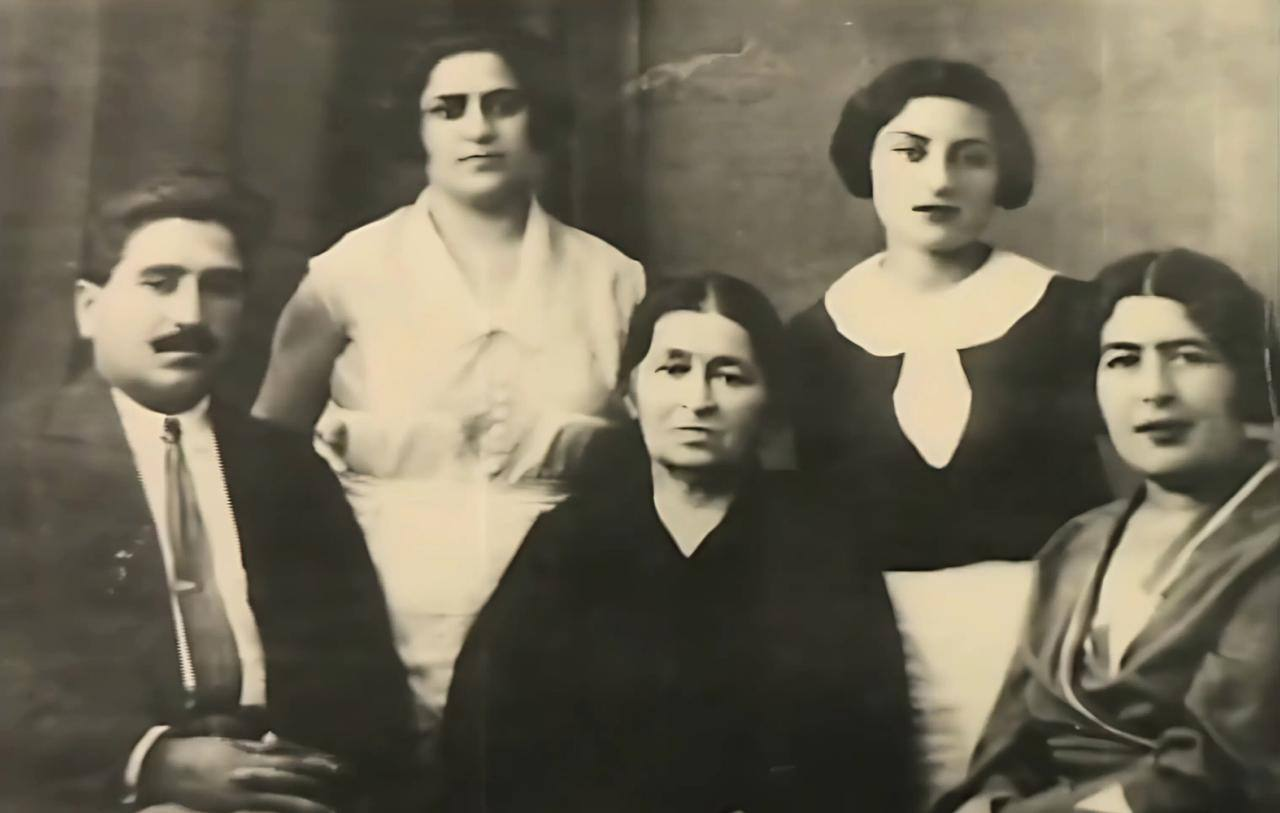
La esposa de Zinavur-Bek es Maiko Magdasarian (1851-1926) con su hijo Pablo Ioannisiani,sus hijas Sofía (primera fila), Tamara y su nieta Teresa. foto 1923.

## Biografía
Zinoviy (Zinavur-Bek) Ioannissiani (1843–1902) fue un destacado mecenas, funcionario público y figura social del Imperio ruso, que vivió en el siglo XIX en la ciudad de Shushí, dentro del Kanato de Karabaj (más tarde gobernación de Elizavetpol). Su contribución al desarrollo cultural y educativo de la región fue significativa.«Armenia and Azerbaijan in the Persian Empire: Prominent Families». Journal of Eurasian Studies (en inglés) (Academia.edu). Consultado el 3 de julio de 2025. «The journal article explores the role of prominent families in Armenia and Azerbaijan during the Persian Empire, highlighting their social and cultural contributions.»
Zinoviy Ioannissiani provenía de una familia acomodada, originaria de Grecia, de la región de Salónica, y descendía de un linaje mixto compuesto por griegos, judíos, germanos y franceses. Sus antepasados abandonaron Grecia en 1430 tras la conquista otomana para preservar su fe y el honor de su familia. Hasta principios del siglo XVIII vivieron en Persia. Más tarde, al integrarse al gobierno del Kanato de Karabaj, se establecieron en la ciudad de Shushí, y posteriormente aceptaron la ciudadanía del Imperio ruso.

## Principales aspectos de su actividad
Zinavur-Bek Ioannisiani fue conocido como uno de los mecenas más activos y generosos de Shusha. Su contribución abarcó varios ámbitos clave:

### Mecenazgo
Escuela Real de Shusha: Zinavur-Bek Ioannissiani fue uno de los principales benefactores de la creación de la Escuela Real en Shusha, una institución que ofrecía educación a niños no solo de Karabaj, sino de todo el Cáucaso. Este centro contribuyó al aumento del nivel de alfabetización y al desarrollo cultural de la región. Sus egresados podían continuar estudios en las mejores universidades del Imperio ruso y de Europa.
Apoyo a la iglesia armenia: Ioannissiani financió activamente la construcción y el mantenimiento de iglesias cristianas, incluida la iglesia de Ghazanchetsots, que se convirtió en un importante centro religioso y cultural para el cristianismo de la región.

### Actividad social
Caridad: Ioannissiani participó activamente en obras de caridad, apoyando a familias necesitadas y promoviendo el bienestar social de los habitantes de Shusha y de todo Karabaj. Su labor incluía tanto el apoyo financiero como la organización de proyectos sociales.
Patrimonio cultural: Su contribución a la preservación y el desarrollo de la cultura cristiano-armenia fue considerable. Apoyó la publicación de libros, la construcción de escuelas y otras instituciones educativas y culturales.

### Influencia personal y legado
Zinoviy Ioannissiani fue un miembro respetado de la comunidad cristiana de Shusha, y su legado tuvo un impacto duradero en el desarrollo de la ciudad y la región. Su contribución a la educación, la cultura y la religión es parte esencial de la historia cristiana del Alto Karabaj.
Zinavur-Bek también fue funcionario del gobierno y propietario de extensas tierras, incluyendo los asentamientos de Terter, Byagum Sarov, Maragha y otros.
Casado con Maiko Magdasarian (1851–1926), tuvieron once hijos: cuatro hijas y siete hijos. Muchos de sus hijos, tras graduarse en la Escuela Real de Shusha, continuaron sus estudios en San Petersburgo, Moscú, Berlín y París. Llegaron a ser científicos, figuras culturales, médicos y funcionarios públicos. Sus descendientes viven hoy en diversas partes de Rusia, así como en Europa y Estados Unidos.

### Apoyo a la cultura
Promovió el desarrollo de la cultura armenia a través del financiamiento de publicaciones impresas, edición de libros y construcción de instituciones culturales.

## Legado
Zinoviy Ioannisiani gozó de un profundo respeto dentro de la comunidad armenia. Su nombre se asocia con el renacimiento de la vida educativa y cultural armenia en Shusha durante el siglo XIX. Su labor dejó una huella duradera en la historia de los armenios de Nagorno Karabaj.

## Familia
Hijo — Ioannisiani, Grigory Zinovievich (1888—1973) — revolucionario, uno de los líderes de la organización bolchevique de Grozni, dirigente político y partidario. En 1906 se unió al POSDR, participó en huelgas y lucha clandestina, fue miembro del Consejo Revolucionario Militar de Grozni y organizador de la defensa de Grozny en 1918. Trabajó en la labor partidaria soviética en Chechenia y RSS de Bielorrusia. Fue nombrado Ciudadano Honorario de Grozni.

## Memoria
Zinovur-Bek Ioannisiani es mencionado en varios estudios dedicados a la historia de la educación y la beneficencia armenia en el Cáucaso.
Su nombre se conserva en la memoria cultural de los armenios de Karabaj como símbolo de servicio público y mecenazgo.